# William Pole (Politiker, 1614)
Sir William Pole (* vor 6. Dezember 1614; † um 17. Januar 1648) war ein englischer Adliger und Politiker, der einmal als Abgeordneter für das House of Commons gewählt wurde.
William Pole entstammte der Familie Pole, einer Familie der Gentry aus Devon, die zu Beginn des 17. Jahrhunderts stark puritanisch geprägt war. William Pole wurde am 6. Dezember 1614 als ältester Sohn von Sir John Pole, 1. Baronet und dessen ersten Frau Elizabeth How getauft. Durch den Einfluss seines Vaters wurde er bei der Unterhauswahl im Herbst 1640 als Abgeordneter für das Borough Honiton in Devon gewählt. Während sein Vater aber als Puritaner während des Englischen Bürgerkriegs das Parlament unterstützte, unterstützte Pole König Karl I., weshalb er 1642 aus dem House of Commons ausgeschlossen wurde. 1641 wurde er zum Ritter geschlagen.
Pole war zweimal verheiratet. In erster Ehe hatte er Grace Trenchard, eine Tochter von Sir Thomas Trenchard geheiratet. Nach dem Tod seiner ersten Frau 1639 heiratete er in zweiter Ehe Catharine St Barbe, eine Tochter von Henry St Barbe. Pole starb Anfang 1648 und wurde am 20. Januar 1648 beigesetzt. Er hatte vier Töchter, doch da er ohne überlebende männliche Nachkommen starb, fielen seine Besitzungen wieder an seinen Vater. Seine Familie musste für seine Teilnahme am Bürgerkrieg kein Strafgeld zahlen. Erbe seines Vaters wurde nun sein jüngerer Bruder Courtenay Pole.